# World Series of Poker 1983
Le World Series of Poker 1983 furono la quattordicesima edizione della manifestazione. Si tennero dal 3 al 21 maggio presso il casinò Binion's Horseshoe di Las Vegas.
Il vincitore del Main Event fu Tom McEvoy.

## Eventi preliminari
| Evento                                        | Vincitore               | Premio   | Ultimo giocatore eliminato |
| --------------------------------------------- | ----------------------- | -------- | -------------------------- |
| $2.500 Ace to Five Draw                       | David Angel             | $46.250  | Mike Cox                   |
| $1.500 No Limit Hold'em                       | David Baxter            | $145.500 | Richard Klamian            |
| $1.000 Seven Card Stud Split                  | Artie Cobb              | $52.000  | David Singer               |
| $800 Mixed Doubles                            | Jim Doman & Donna Doman | $10.000  | Sconosciuto                |
| $1.000 7 card stud                            | Ken Flaton              | $62.000  | Stu Ungar                  |
| $500 Ladies' 7 card stud riservato alle donne | Carolyn Gardner         | $16.000  | Kim Bye                    |
| $1.000 No Limit Hold'em                       | Buster Jackson          | $124.000 | Rick Hamil                 |
| $2.500 Match Play                             | Berry Johnston          | $40.000  | Ray Zee                    |
| $1.000 Seven Card Razz                        | John Lucas              | $43.000  | Buddy McIntosh             |
| $1.000 Limit Hold'em                          | Tom McEvoy              | $117.000 | Donnacha O'Dea             |
| $1.000 Limit Omaha                            | David Sklansky          | $25.500  | Perry Green                |
| $1.000 Ace to Five Draw                       | Don Todd                | $49.500  | Richard Stone              |
| $5.000 7 card stud                            | Stu Ungar               | $110.000 | Dewey Tomko                |

## Main Event
I partecipanti al Main Event furono 108. Ciascuno di essi pagò un buy-in di 10.000 dollari.
Doyle Brunson, che giocava per il terzo titolo mondiale, si classificò per la terza volta al terzo posto. Rod Peate e Tom McEvoy continuarono il testa a testa finale per sette ore: l'heads-up più lungo della storia sino al 2006.
McEvoy è divenuto il primo giocatore nella storia delle WSOP a vincere il Main Event per mezzo di un torneo satellite di qualificazione.

### Tavolo finale
| Piazzamento | Nome            | Premio   |
| ----------- | --------------- | -------- |
| 1°          | Tom McEvoy      | $540.000 |
| 2°          | Rod Peate       | $216.000 |
| 3°          | Doyle Brunson   | $108.000 |
| 4°          | Carl McKelvey   | $54.000  |
| 5°          | Robert Geers    | $54.000  |
| 6°          | Donnacha O'Dea  | $43.200  |
| 7°          | Austin Squatty  | $21.600  |
| 8°          | R.R. Pennington | $21.600  |
| 9°          | George Huber    | $21.600  |